# Analogia (linguistica)
L'analogia, nella linguistica, indica un procedimento che, nel corso della storia di una lingua, riduce via via le forme percepite come irregolarità e le riformula secondo il modello più comune (quello considerato "regolare") di una data lingua. L'analogia opera in diversi campi della linguistica, dalla fonetica alla grammatica.

## Descrizione
L'analogia è un fenomeno persistente e molte volte si creano forme analogiche più moderne sfruttando paradigmi più antichi che già di per sé erano analogici. L'analogia morfologica è un processo che si estende mediante diffusione lessicale; ciò significa che diverse parole concrete sono influenzate in diversi momenti e simultaneamente. In una lingua si possono trovare parole in diversi stadi di modificazione a causa dell'analogia morfologica.
Essa è una tendenza naturale nelle lingue naturali. L'analogia è responsabile della "regolarizzazione" della flessione verbale e nominale, mediante cui si vengono a eliminare le forme conformi a modelli flessivi in disuso sostituendole con altre più proficue e regolari.

## Nella lingua italiana
L'analogia è un processo di regolarizzazione al quale al posto delle (o accanto alle) forme attese, ne troviamo altre, che o risultano modellate su forme concorrenti all'interno dello stesso paradigma oppure sono ottenute mediante allineamento a moduli all'inizio estranei a loro ma che, a un certo punto e per motivi che possono essere di volta in volta diversi, hanno incontrato il favore dei parlanti. 
Rispetto all'antecedente latino PONO/PONUNT ed EVELLO/EVELLUNT, gli italiani pon[g]o/pon[g]ono (cioè "io pongo", "essi pongono") e svel[g]o/svel[g]ono (cioè "io svelgo", "essi svelgono") presentano un elemento velare [g] foneticamente ingiustificabile. Nel passaggio dal latino all'italiano infatti, a una -L(L)- o a una -N- latine in posizione intervocalica corrispondono di norma -n- e -l(l)-, non -ng- e -lg- (per esempio, dal latino DONUM viene l'italiano dono, e non *dongo e dal latino COLTELLUS viene l'italiano coltello, non *coltelgo).
Un esempio in lingua italiana è la tendenza a sostituire il superlativo di "aspro" ereditato dal latino, "asperrimo", con la forma "asprissimo", dotata della desinenza più comune in italiano.

## Nella lingua spagnola
Nello spagnolo troviamo numerose regolarizzazioni tra i participi (specialmente tra quelle provenienti dalla terza coniugazione latina):
- Gli antichi participi recluso e impreso (dal latino reclusus e impressus) sono stati sostituiti da recluido e imprimido (forme analogiche delle altre declinazioni), relegando i primi alla mansione di sostantivi specializzati, ma senza funzionare più come participi regolari. Similmente accade con incluido, sostituto di incluso che adesso funziona solo come avverbio. Tuttavia le forme dotte reclusión, impresión e inclusión si mantengono virtualmente senza mutamenti.
- Lo stesso fenomeno si osserva nel participio di corromper (dal latino corrumpere) che è corrompido accanto al quale abbiamo la forma dotta corrupto. Tuttavia il participio di romper (dal latino rumpere), che è più frequente non è stato regolarizzato nella forma rompido (tranne nella forma analogica della parlata infantile), per cui permane la forma arcaica roto.

Nell'ultimo esempio, si apprezza l'effetto della frequenza dell'uso. Quando una forma è meno frequente può succedere che si produca o meno una regolarizzazione analogica.
| infinito latino | infinito spagnolo | forma latina | forma originaria | forma analogica |
| --------------- | ----------------- | ------------ | ---------------- | --------------- |
| SCRIBERE        | escribir          | SCRIPTUS     | escrito          | *escribido      |
| RUMPERE         | romper            | RUPTUS       | roto             | *rompido        |
| CORRUMPERE      | corromper         | CORRUPTUS    | corrupto         | corrompido      |
| INCLŪDERE       | incluir           | INCLŪSUS     | incluso          | incluido        |
| RECLŪDERE       | recluir           | RECLŪSUS     | recluso          | recluido        |
| IMPREMERE       | imprimir          | IMPRESSUS    | impreso          | imprimido       |
| ELIGERE         | elegir            | ELECTUS      | electo           | elegido         |

### Fasi del processo
Molti verbi castigliani avevano una coniugazione analogica nel preterito perfetto semplice in -uve / -uje (che in alcuni casi già era di per sé una forma analogica) che fu sostituita da altra forma basata sulla coniugazione in -í. La seguente tabella esamina ciò che accaduto durante la storia dello spagnolo con quattro di questi verbi:
| infinito español | forma antica | forma analogica | Stadio |
| ---------------- | ------------ | --------------- | ------ |
| conocer          | conuve       | conocí          | (1)    |
| traer            | truje [R]    | traje           | (2)    |
| andar            | anduve [R]   | *andé           | (3)    |
| tenere           | tuve [R]     | *tení           | (4)    |

I quattro esempi precedenti mostrano quattro fasi dell'ultima ondata regolarizzatrice mediante analogia morfologica (infatti le forme segnate con [R] provenivano da altra diversa regolarizzazione analogica):
(1) rappresenta una forma antica (conuve) ora scomparsa in tutte le varietà dello spagnolo,
(2) rappresenta una forma (truje) che si mantiene solo in pochissime varietà dello spagnolo, ormai in via di estinzione
(3) rappresenta una forma incipiente (*andé) usata da molti parlanti, ma che tuttora è minoritaria,
(4) rappresenta un verbo (tener) che tuttora non è affetto dalla regolarizzazione, tranne nella parlata infantile (dove appare sporadicamente tení).